# NGC 6934
NGC 6934 (noto anche come C 47) è un ammasso globulare nella costellazione del Delfino.
Tra gli oggetti presenti nella costellazione, è uno dei più luminosi, avendo una magnitudine apparente di 9,8.